# Tartazo

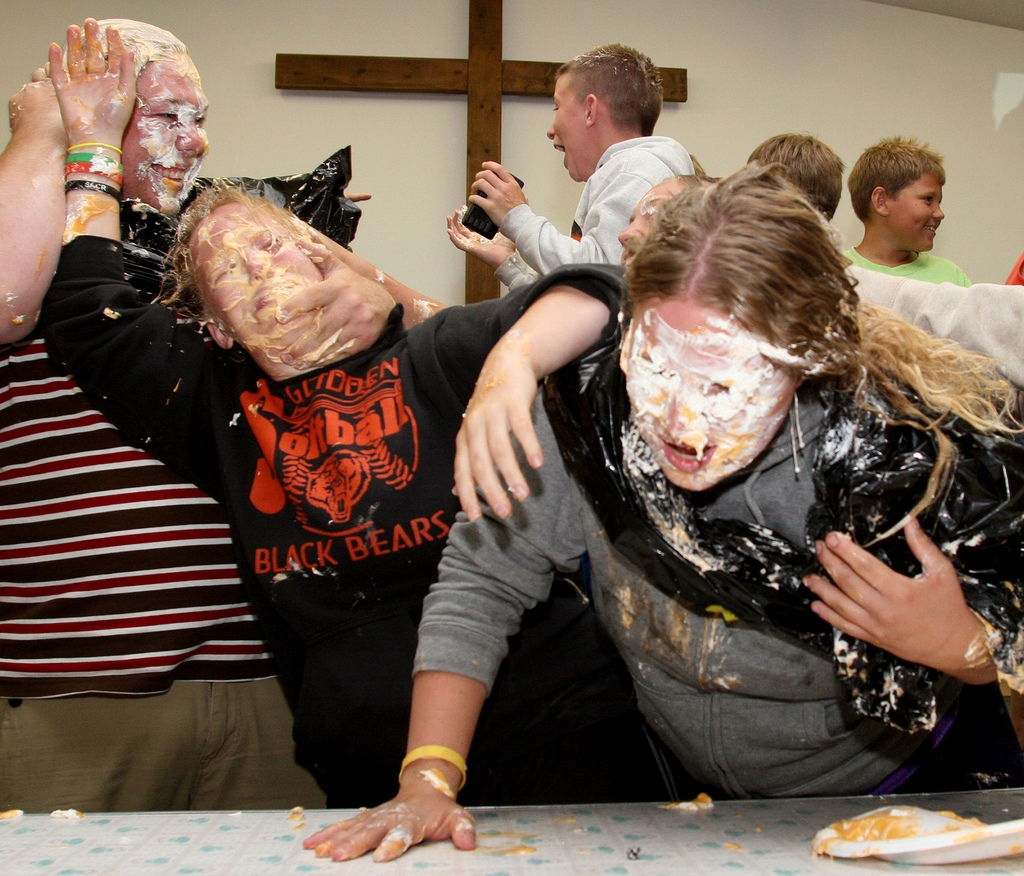
Batalla de tartas en un campamento eclesiástico.

El tartazo (tortazo o pastelazo, dependiendo el país) es el acto de arrojar un pastel contra el cuerpo de otra persona. Puede hacerse a modo de broma amistosa o como acto de protesta contra políticos o celebridades.
Los que llevan a cabo tal acción, lo hacen con el objetivo de ridiculizar y/o humillar al afectado. En algunos estados de Estados Unidos, el lanzamiento de tartas puede ser considerado un delito por lesiones aunque no de agresión.
Los orígenes vienen de los primeros años de la comedia física, conocido como slapstick y es bastante frecuente en actos caritativos como broma.

## Tartazos en el cine

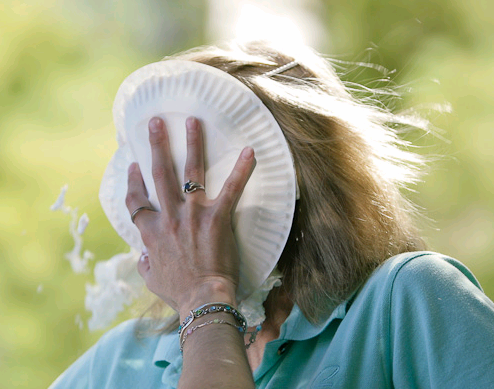
Ejemplo de comedia física

El tartazo tiene sus orígenes en 1909 con la película muda Mr. Flip protagonizada por Ben Turpin, actor conocido por la escena del "Pie in the face" (Tarta en la cara). En el film, el personaje recibió el tartazo por tomarse "libertades" con una mujer.
A principios de 1913, el director Mack Sennett se hizo conocido por recurrir a uno o varios actores para lanzar pasteles en sus cortometrajes, entre los que se encuentran That Ragtime Band y A Noise from the Deep. Sennett siempre tuvo una norma personal: "a las madres no se les pega con tartas... en cambio a las suegras, sí!, pero a las madres jamás."
Por lo menos en media docena de películas ha habido batallas campales relacionadas con el lanzamiento de pasteles. La primera vino en 1916 con Detrás de la pantalla de Charlie Chaplin. En 1927 se estrenó La batalla del siglo protagonizada por Stan Laurel y Oliver Hardy y en la cual se recurrieron a 3.000 unidades. En un cortometraje de La pandilla producido en 1930, un auditorio lleno de gente fue el blanco de una guerra de tartas. Otro cortometraje similar fue el de 1935: Keystone Hotel en el que tras una guerra de pasteles, una de las cámaras recibe una tarta con la que acaba la película. En 1941 se estrenó otra producción de renombre protagonizada por Los tres chiflados con In the Sweet Pie and Pie. Con la llegada del Tecnicolor, en 1965 se estrenó La carrera del siglo, la cual es hasta la fecha la producción con la mayor batalla pastelera de toda la historia del cine con 200.000 dólares en pasteles que llevó cinco días de rodaje.
En cuanto a la animación, los personajes de los Looney Tunes tampoco son una excepción, por ejemplo Elmer Fudd suele ser víctima de las bromas y trampas de Bugs Bunny además de Yosemite sam. Otro personaje de la misma serie es el Pato Lucas, el cual en su intento de curar la apatía de un millonario provoca su muerte a causa de la risa después de tropezar con un pastel, por lo que acaba siendo contratado como bufón y es atacado tartas.
En uno de los cómics de Batman, el Jocker elaboró un plan para arrojarle al superhéroe una tarta.
También en los sketches de los Monty Python son frecuentes este tipo de gag en sus actuaciones.

## Política

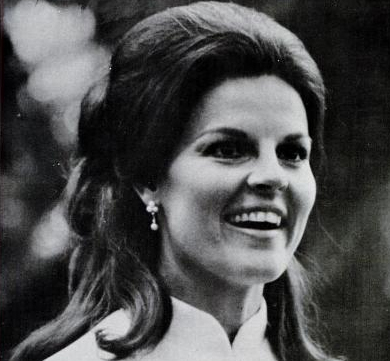
Anita Bryant en 1971

En cuanto a la política se refiere, el fundador de la revista High Times: Thomas King Forcade fue uno de los primeros en utilizar este método para atacar a políticos como Otto N. Larsen (portavoz de la comisión sobre la pornografía y la obscenidad). Aron Kay también usó las tácticas de Forcade contra William F. Buckley, Phyllis Schlafly, G. Gordon Liddy, E. Howard Hunt y el artista Andy Warhol. Uno de los tartazos más famosos fue el llevado a cabo por Thom Higgins (uno de los discípulos de Kay) contra la cantante y activista en contra los derechos LGBT Anita Bryant el 14 de octubre de 1977 cuando estaba ofreciendo una rueda de prensa en Des Moines, Iowa (cabe señalar que las palabras de Bryant fueron incluidas en el sencillo Just Desserts del grupo Chumbawamba como base). En 1992 Kay se retiró después de volver a agredir al activista derechista Randall Tery. En 2003, el activista volvió a aparecer en un vídeo animado titulado Death penalty for pot, creado por Benedict Arnold and The Traitors, donde junto a Dana Beal le lanzan un pastel a George W. Bush y el exfiscal general John Ashcroft.
Respecto a Kay, en una entrevista concedida a San Francisco Examiner declaró que Los tres chiflados, programa que veía de niño, fueron los pioneros en el lanzamiento de tartas.
Un grupo anarquista llamado Biotic Baking Brigade también ha sido el responsable de lanzar (o de intentar) lanzar tartas contra celebridades conservadoras como Ann Coulter, David Horowitz y Fred Phelps (este último, líder de la Iglesia Bautista de Westboro). En otras ocasiones, Coulter volvió a ser objeto de estos ataques, aunque esta vez de un "grupo terrorista" llamado Al Pieda (posible juego de palabras con el grupo Al Qaeda). El partido político canadiense: Partido de los Rinocerontes fundó un grupo denominado Entartistes, los cuales lanzaron una tarta al [entonces] primer ministro de Canadá Jean Chrétien. En 2003 el ministro de Alberta Ralph Klein fue el blanco del mismo ataque. En una declaración a los medios de comunicación, afirmaron haber actuado por oponerse al tratado de Kyoto en pro de las compañías que financian sus campañas electorales además de contaminar el medio ambiente.
Según palabras de uno de los miembros de Entartistes, "el pastel da el poder a la gente descontenta con la clase política y empresarial". El columnista de Newsweek Gersh Kuntzman declaró que "el tartazo debería ser considerado como una de las tradiciones de nuestra cultura".

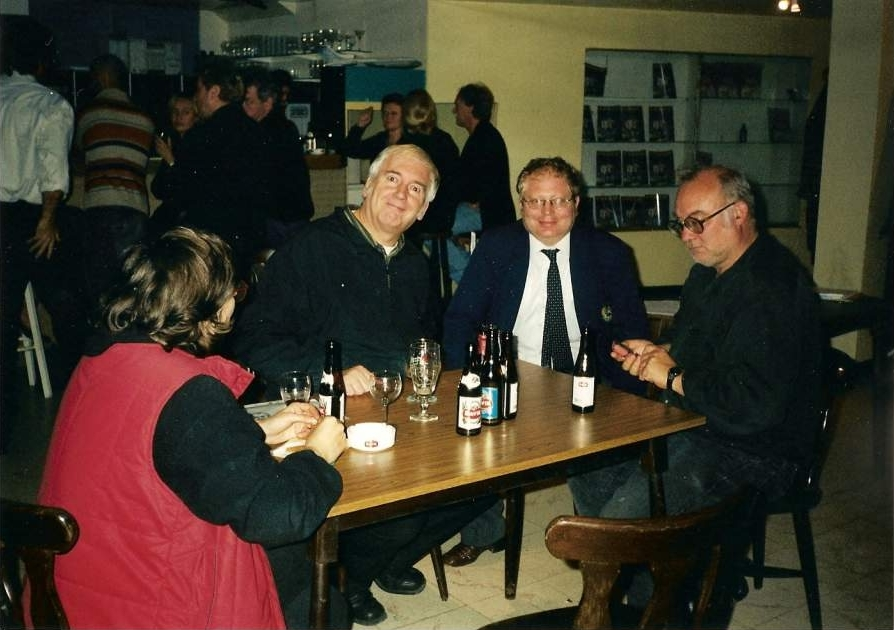
Godin (a la izquierda) fue uno de los activistas más frecuentes con el Tartazo

En algunos casos las víctimas suelen tomarse la "broma" con humor. Un ejemplo es el director Jean-Luc Godard, el cual recibió un tartazo en la cara por parte del anarquista Noël Godin durante la gala del Festival de Cannes. A pesar del incidente, salió en defensa del activista para que no le detuvieran. Anita Bryant (mencionada más arriba) también bromeó sobre el ataque de Des Moines tras declarar que "al menos el pastel es de frutas" haciendo un chiste con el término peyorativo para referirse al colectivo gay en inglés Fruity, cuya traducción al español sería "marica", aunque a diferencia del cineasta, esta rompió a llorar poco después. Por el contrario, Bernard-Henry Lévy y Ann Coulter, víctimas también, no aceptaron de buen grado el acto y en 2005 esta última presentó cargos tras esquivar por poco una tarta en la Universidad de Arizona. El activista David Horowitz comentó: "Estos ataques son siniestros. La persona que te lanza un pastel a la cara te está diciendo: te odio, no quiero que hables. No lo vi venir. Cuando estás ante el público, se supone que tienes autoridad hasta que una simple tarta te quita la dignidad."
El 25 de enero de 2010, el ministro de Pesca y Oceanografía de Canadá, Gail Shea, recibió una tarta en su rostro mientras se encontraba en Burlington, Ontario, por el grupo extremista proderecho de los animales PETA. La organización justificó el ataque como parte de su campaña "para detener la matanza de focas por parte del Gobierno".
El 19 de julio de 2011, Rupert Murdoch fue objeto de otro ataque similar en Londres mientras asistía al Parlamento para explicar el caso de las escuchas ilegales llevadas a cabo por el propio Murdoch.
El 27 de octubre de 2013, varios militantes ecologistas vascos lanzaron tres tartas contra la presidenta de la Comunidad Foral de Navarra, Yolanda Barcina, para protestar contra la construcción del Tren de Alta Velocidad. El hecho se produjo en la inauguración de la Comunidad de Trabajo de los Pirineos en Toulouse, Francia. Los cuatro acusados de realizar el tartazo pertenecían al grupo Mugi! de resistencia civil al Tren de Alta Velocidad. Juzgados en la Audiencia Nacional de Madrid, fueron castigados a entre uno y dos años de cárcel por "atentado a la autoridad".

## Otros eventos

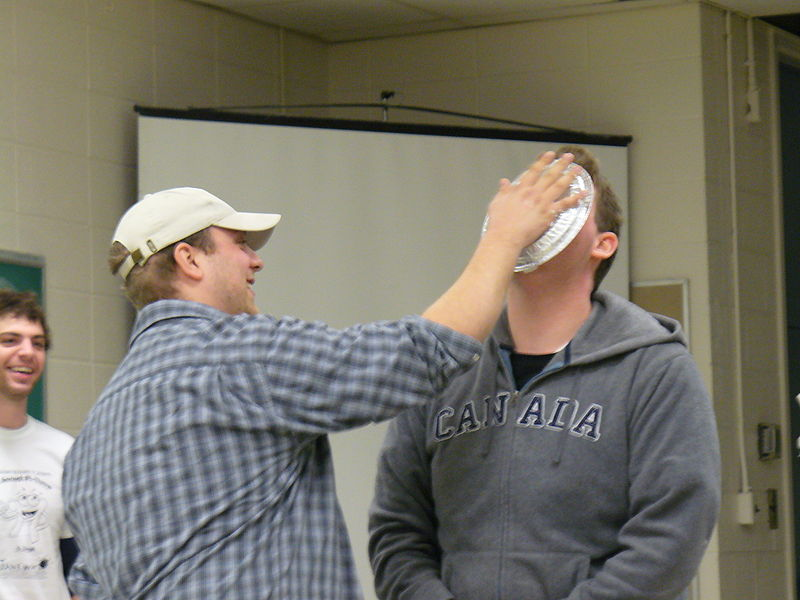
Batalla campal con tartas para recaudar fondos para la construcción de un centro de salud y rehabilitación infantil en la Universidad de Newfoundland

También existen otros eventos, por ejemplo caritativos, en los que una persona se ofrece como víctima, bien un anónimo o un famoso. La gente que se acerca a estos eventos pagan un pequeño importe por golpearle en la cara con una tarta, aunque sin ejercer presión para evitar posibles lesiones. Estos actos suelen llevarse a cabo en colegios, actos benéficos o en empresas como terapia para rebajar la tensión.
Normalmente la tarta es de nata batida, aunque también puede llevar otros ingredientes como chocolate, cerezas, fresas, caramelo, etc. Las víctimas también tienen la opción de "vengarse" y arrojarle al "agresor" o a cualquier otro la tarta aunque deben ir protegidos por bolsas de plástico para no mancharse la ropa.